# Collatio laureationis
La Collatio laureationis è un discorso di Francesco Petrarca, tenuto nel giorno della sua incoronazione con l'alloro poetico avvenuta a Roma il giorno di Pasqua del 1341. Questo evento, noto come Laureatio, rappresenta uno dei momenti più significativi della vita del poeta e un importante riconoscimento alla sua grandezza letteraria.

## Descrizione
Nel 1341, all'età di 37 anni, Francesco Petrarca fu incoronato in Campidoglio con l'alloro poetico, diventando cittadino romano e ottenendo il titolo di Magister, corrispondente a quello di professore. Tale riconoscimento non è paragonabile alle moderne lauree, essendo un attestato di eccellenza poetica e culturale unico nel suo genere. La sua "laureatio" fu sollecitata dallo stesso Petrarca e gli garantì diversi vantaggi, pur suscitando, come lui stesso ammetterà, invidie e rancori negli anni a venire.
Nel discorso della Collatio Laureationis, Petrarca ringrazia i suoi protettori, tra cui principalmente Re Roberto d'Angiò, e il popolo romano, esprimendo gratitudine per l'onore ricevuto. Egli esalta la bellezza e l'importanza della poesia, definendola l'unica salvezza per l’umanità in un’epoca di decadenza e miseria. La Collatio è dunque una celebrazione della poesia come mezzo di elevazione morale e spirituale.
Anni dopo, in una lettera del 1373 indirizzata all'amico Giovanni Boccaccio, Petrarca rifletterà su questa esperienza e sulla vanità che aveva animato la sua richiesta di laureazione. Il discorso della Collatio Laureationis, riletto in questa luce, assume una dimensione critica che rivela come la fama possa incatenare anche le menti più brillanti. Questo tema sarà ripreso anche nel De viris illustribus, dove Petrarca osserva come l'invidia dei mediocri si rivolga contro coloro che si distinguono per ingegno.